# Kotki (gromada)
Kotki – dawna gromada, czyli najmniejsza jednostka podziału terytorialnego Polskiej Rzeczypospolitej Ludowej w latach 1954–1972.
Gromady, z gromadzkimi radami narodowymi (GRN) jako organami władzy najniższego stopnia na wsi, funkcjonowały od reformy reorganizującej administrację wiejską przeprowadzonej jesienią 1954 do momentu ich zniesienia z dniem 1 stycznia 1973, tym samym wypierając organizację gminną w latach 1954–1972.
Gromadę Kotki z siedzibą GRN w Kotkach utworzono – jako jedną z 8759 gromad na obszarze Polski – w powiecie buskim w woj. kieleckim, na mocy uchwały nr 13a/54 WRN w Kielcach z dnia 29 września 1954. W skład jednostki weszły obszary dotychczasowych gromad Kotki, Widuchowa, Podgaje i Służów ze zniesionej gminy Szaniec w tymże powiecie. Dla gromady ustalono 19 członków gromadzkiej rady narodowej.
Gromadę zniesiono 31 grudnia 1959, a jej obszar włączono do gromad Kołaczkowice (wsie Kotki i Widuchowa oraz kolonie Kotki I, Kotki II, Widuchowa, Międzygórzyce, Podbrzezie i Walny Stok) i Wygoda Kozińska (wsie Podgaje, Kozina i Skarysławice oraz kolonie Ewcin Kozina, Dobra Kozina, Pustka Dworu i Skarysławice) w powiecie buskim, oraz do gromady Balice w powiecie chmielnickim (wieś Służów oraz kolonie Służów Pierwszy i Służów Drugi)